# ヨハネス・グーテンベルク大学マインツ
ヨハネス・グーテンベルク大学マインツ（独Johannes Gutenberg-Universität Mainz）は、ドイツ・ラインラント＝プファルツ州の州都マインツにある大学。通称はマインツ大学。
約100の Institut（仮訳「学科」）と複数の附属病院を抱え、3万人を超える学生を擁するドイツの20メガ大学の一つで、100を優に超える諸国からの留学生が籍を置く、国際色豊かな大学。
2010年9月1日の改革以来、10の Fachbereich（仮訳「専門領域」）に編成されている。

## 歴史
1477年、マインツ大司教により創設され、長期の中断の後、第2次世界大戦終了後の1946年に再建された。

## 構成
10の Fachbereich（仮訳「専門領域」）と芸術系2機関
- 1. カトリック神学・福音主義神学（Katholische Theologie und Evangelische Theologie）
- 2. 社会科学・メディア学・スポーツ科学（Sozialwissenschaften, Medien und Sport）
- 3. 法学・経済学（Rechts- und Wirtschaftswissenschaften）
- 4. 医学（Universitätsmedizin）
- 5. 哲学・文献学（Philosophie und Philologie）
- 6. 翻訳・通訳・言語文化学（仮訳）（Translations-, Sprach- und Kulturwissenschaft）
- 7. 歴史学・文化科学（仮訳）（Geschichts- und Kulturwissenschaften）
- 8. 物理学・数学・情報学（Physik, Mathematik und Informatik）
- 9. 化学・薬学・地理学・地球諸科学（仮訳）（Chemie, Pharmazie, Geographie und Geowissenschaften）
- 10. 生物学（Biologie）
- 音楽大学（Hochschule für Musik）
- マインツ芸術大学（Kunsthochschule Mainz）